# 치즈 돈가스
치즈 돈가스는 치즈를 넣고 만든 돈가스의 일종이다.

## 설명
치즈 돈가스는 치즈가 들어간 돈가스이기 때문에 맛이 더 쫄깃하고 담백한 맛을 내는 음식 중에 하나이다. 치즈 돈가스는 돈가스를 주로 파는 음식점에서 판매되는 음식이며 일반 돈가스보다 값이 더 비싸게 팔린다. 치즈 돈가스에는 여기에 피자 돈가스와 고구마 치즈 돈가스로 나뉘는데 기본 모차렐라 치즈에서 토마토 소스, 다진 채소와 버섯, 그외 피자에 들어가는 소스와 재료을 넣어 피자의 느낌을 그대로 살린 것이 피자 돈가스이며 고구마와 치즈를 같이 넣고 만든 돈가스가 고구마 치즈 돈가스가 된다. 치즈 돈가스에 들어가는 치즈에는 하우다 치즈, 에멘탈 치즈, 체다 치즈를 넣기도 하지만 주로 들어가는 것은 모차렐라 치즈가 된다. 여기에 언급된 치즈 중에 어떤 치즈를 넣느냐에 따라서 치즈 돈가스란 음식의 맛이 달라지기도 한다.

## 같이 보기
- 돈가스
- 음식